# Ynysybwl
Ynysybwl är en by i Rhondda Cynon Taf i Wales. Byn är belägen 5 km 
från Mountain Ash. Orten har 3 512 invånare (2018).